# Variomatic

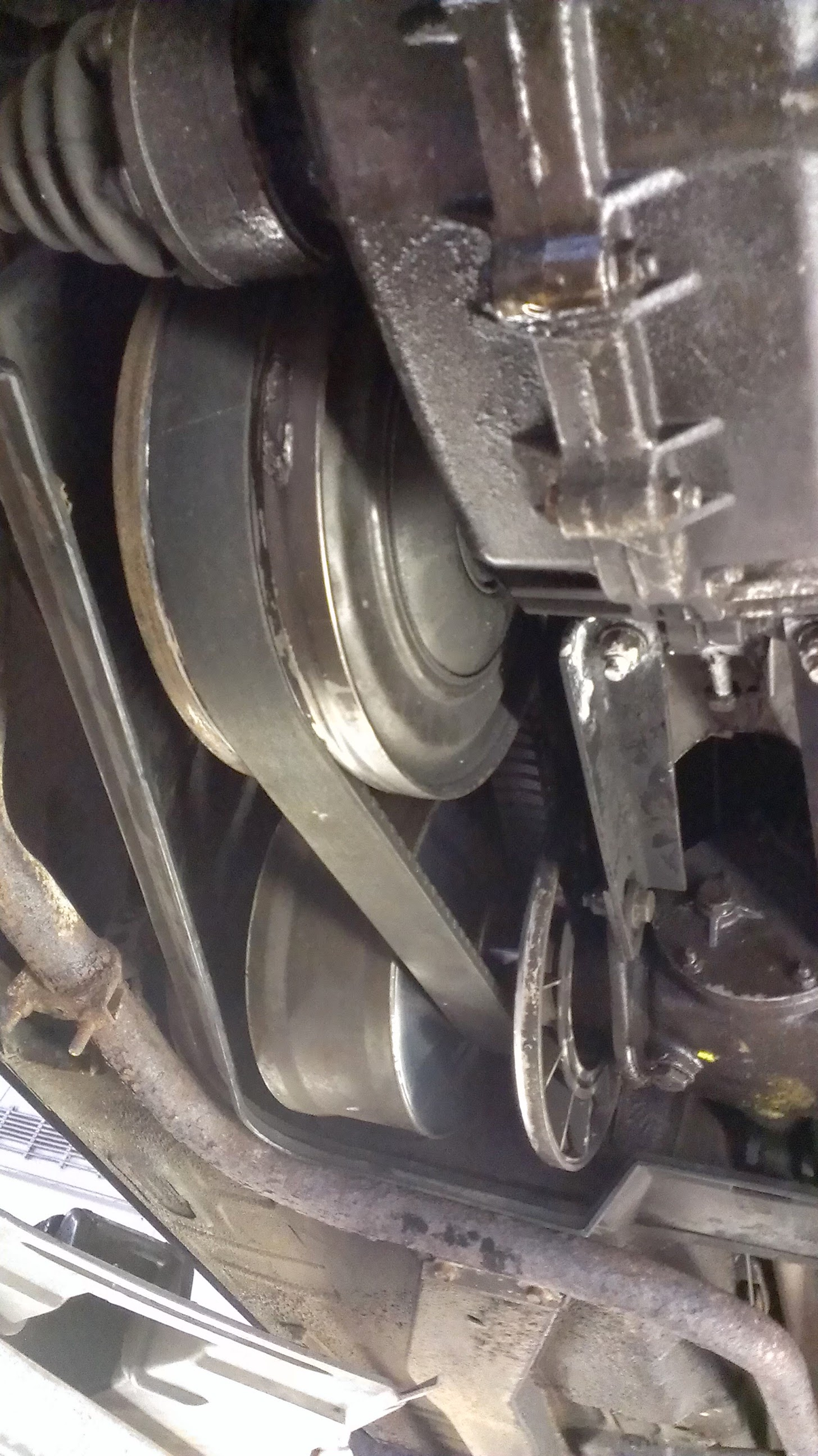
Variomatic uit DAF 46

Principe van een variator

De variomatic is een continu variabel transmissiesysteem, een automatische versnellingsbak, die is ontwikkeld in de jaren vijftig en zestig onder leiding van Hub van Doorne van DAF. In 1958 kwam Van Doorne met het Variomatic transmissiesysteem met riemaandrijving. Het systeem werd in de reclame het 'pientere pookje' genoemd, mede wegens de eenvoudige bediening: de bestuurder hoeft alleen maar te kiezen of hij vooruit of achteruit wilde rijden. De variomatic zorgt voor de optimale overbrenging. Geheel automatisch wordt de juiste vertraging bij het optimale maximumkoppel aangehouden door het variëren van de schijfdiameter van de V-riemaandrijving. 
Een groep ontwikkelaars bij DAF werkte verder aan het systeem om tot een duwband te komen. Na zijn pensionering, in 1965, ging Van Doorne bij zijn woonhuis te Deurne met behulp van een groepje ontwikkelaars verder met de praktische realisatie van het idee. In 1970 werd de duwband met schakels - eerst in Nederland en later de VS - geoctrooieerd, een vinding die op naam van Hub van Doorne en de bij de DAF werkzame ingenieur Hemmo Ludoph kwam.

## Kenmerken
Deze transmissievorm kenmerkt zich door het feit dat het tussen de uiterste minimale en maximale overbrengingsverhoudingen een oneindig aantal reducties kan bewerkstelligen. De overbrenging is dus traploos, waardoor bij elke voertuigsnelheid binnen het regelbereik het optimale toerental met het beste koppel gekozen kan worden.

## Werking
Het systeem werkt door middel van een rubberen riem of ijzeren ketting met een trapeziumvormig profiel. Deze riem loopt over twee poelies, één aan de primaire kant (aangedreven door de motor) en één aan de secundaire kant (aandrijving van de wielen). De poelies bestaan uit twee helften die conisch van vorm zijn, zodat de doorsnede van de ruimte tussen deze schijven een wigvorm ('V') is. De helften van de poelies zijn ten opzichte van elkaar verschuifbaar over de as. Doordat de breedte van de riem niet verandert, gaat bij een andere afstand tussen de schijven, de riem op een grotere (fig. 1b) of kleinere (fig. 1a) diameter er tussendoor lopen. De lengte van de riem is zo gekozen dat de schijven aan beide kanten even ver van elkaar komen te staan als de riem op beide poelies in het midden loopt. Op dat moment is de overbrengingsverhouding van de poelies dus 1 op 1. Vanuit deze positie kan de overbrenging veranderd worden door aan één kant de schijven dichter naar elkaar te drukken. Doordat de riem niet rekbaar is zullen de schijven aan de andere kant uit elkaar getrokken worden. In de poelies aan de primaire kant zijn gewichten verwerkt die de schijven door centrifugale kracht afhankelijk van het toerental naar elkaar drukken. In de secundaire poelies zitten vaste drukveren die tegen deze krachten in drukken. Hierdoor zal bij lage snelheid (weinig toeren) automatisch de uiterste positie (laagste versnelling) ingesteld raken. Bij hogere snelheden wordt het toerental hoger, en op een gegeven moment overwint de centrifugale kracht de veerkracht. Op dat moment gaan de poelies schuiven en verandert de overbrengingsverhouding.
Om verschillende redenen, zoals de bergrem, het kick-downeffect en het overdrive-effect, wordt de riemstand naast de centrifugale kracht met gewichten ook nog gestuurd door een vacuümsysteem dat wordt aangestuurd door een elektromagnetische vacuümklep (emvk), die wordt geschakeld door sensoren op het gaspedaal, het rempedaal en de bergremschakelaar op het dashboard.
Het systeem heeft unieke voordelen. Zo wordt constant het maximale motorkoppel benut en kan de motor niet worden overbelast; de topsnelheid is tevens kruissnelheid en de acceleratie is fel. Er zijn geen voelbare schakelbewegingen. Het systeem is zeer betrouwbaar en eenvoudig te onderhouden.
Het systeem kent ook enkele nadelen, waardoor het beperkt in personenwagens wordt toegepast. Het over te brengen vermogen is relatief klein, tot ca. 40 à 50 kW. Dit komt doordat de vermogensoverdracht is gebaseerd op wrijving, grotere vermogens vragen meer wrijving. Dit kan door grotere oppervlakken (grote inbouwmaten) en/of hogere oppervlaktedrukken (druk per mm²).
Beide hebben een bovengrens, bepalend daarin zijn de inbouwmaten/massatraagheid respectievelijk slijtage. Ook is de druk tussen de schijven op de riem of duwschakelband tot een maximum beperkt: de schijven worden voor maar iets meer dan de helft van hun omtrek belast door de riem (of zoals tegenwoordig, de duwschakelband). Daardoor wordt de as tussen die schijven zwaar belast op buiging en deze as beperkt daarmee de maximale toelaatbare riemdruk en daarmee het toelaatbare vermogen. Maakt men deze as dikker, dan gaat dit ten koste van de kleinst haalbare diameter. Bij wisselende belasting en bij gebruik van de kick-down is enige vertraging merkbaar. Bij lange afdalingen heeft men de keuze tussen een beperkte remwerking van de motor óf de vacuümbergrem die dan ook gelijk de snelheid beperkt tot maximaal 50 km/h. Ongeveer een kwart van het vermogen wordt door wrijving in warmte omgezet. Vergeleken met andere transmissies wordt meer geluid geproduceerd. Het systeem neemt vrij veel plaats in. Ten laatste zijn de riemen slijtagedelen die elke 50.000 tot 100.000 km moeten worden vervangen en wordt de smeerolie in de verdeelkast en reductiekasten elke 20.000 km ververst. De riemslijtage is met de huidige duwschakelband nagenoeg verleden tijd, en het systeem hervindt op kleine schaal toepassing in de auto-industrie. Ook een nadeel is het ontbreken van een wrijvingsarme prise-direct.

## Gebruik
Alle DAF-personenwagens gebruikten zonder uitzondering deze transmissie. Bij alle modellen behalve de 46 werd het systeem dubbel uitgevoerd, dus met twee riemen. De DAF 46 en DAF 66 hadden tussen de secundaire schijven en de wielen een regulier differentieel gecombineerd met een De Dion-as, maar de oudere versies (tot en met DAF 44 en 55) hadden een aandrijving zonder differentieel. Daarbij waren de twee poelies aan de secundaire kant afzonderlijk opgehangen en via een tandwielkast rechtstreeks met het betreffende wiel verbonden. Door deze onafhankelijke aandrijving was er geen differentieel nodig. Bij korte, scherpe bochten kan het verschil tussen beide wielen weleens te groot zijn om opgevangen te worden door de beide riemsystemen, wat dan blijkt uit het 'wringen' van de wielophanging en eventueel wat doorslippen van het binnenste wiel.
Het systeem werd na de overname van DAF door Volvo in 1975 voorzien van een parkeerstand en een andere schakelpook (met D-N-R-P-schakelsymbolen) en meteen omgedoopt tot CVT, van continu variabele transmissie. Daarna heeft Volvo het systeem nog meer dan vijftien jaar vrijwel ongewijzigd gebruikt. Eerst alleen in de Volvo 66 (eigenlijk een facelift van de DAF 66) die tot 1981 gemaakt is, maar vanaf 1976 tot 1991 was deze CVT vast onderdeel van het leveringsprogramma van de Volvo 300-serie, in de modellen Volvo 343, Volvo 345 en (later) de Volvo 340. De enige ingrijpende wijziging gedurende deze productiejaren is de verandering van het aansturingssysteem in 1978. De sensor, die afhankelijk van de stand van het gaspedaal stuurde, werd toen vervangen door een elektronisch relais (tacho-relais) dat reageerde op het toerental van de motor.
De door Van Doorne's Transmissie (VDT, tegenwoordig onderdeel van het Boschconcern) doorontwikkelde, veel compactere versie met stalen duwbanden ondervindt toenemende belangstelling in de moderne automobielindustrie en is zelfs getest in een Formule 1-auto. In de Formule 1 werd het systeem echter door de FIA verboden. In de reglementen stond beschreven dat een F1-auto over vier tot zeven versnellingen mocht beschikken en een Variomatic heeft binnen een bepaald bereik oneindig veel overbrengingen.